# MUSIC (高橋瞳の曲)
「MUSIC」 (ミュージック)は、日本の歌手・高橋瞳の12枚目のシングル。

## 解説
2010年7月21日発売の「恋するピエロッティ」以来7ヶ月ぶりの新作である。iLLをサウンドプロデューサーに迎えて制作された。

## 収録曲
1. MUSIC
  - Sony EricssonのCMソング
2. ROLLING
3. CALL ME